# Karpalunds sockerbruk
Karpalunds sockerbruk var ett sockerbruk i Karpalund, norr om Kristianstad. Det var i drift mellan 1896 och 1989, och som mest tillverkades socker av betor från 2 900 odlare. Byggnaderna revs 2001, och numera finns en biogasanläggning på området.

## Historik
Bolagsordningen godkändes av regeringen den 6 september 1893, och byggnationen på det 55 tunnland stora området inleddes omedelbart av en arbetsstyrka på 300 man. Förutom själva fabriken byggdes också tjänstebostäder och arbetarkaserner för 100 man. Byggkostnaden uppgick till 1,2 miljoner kronor, varav den moderna maskinparken utgjorde hälften av kostnaderna.

### Verksamhet
Under den första betkampanjen 1896 tog bruket emot sockerbetor från 700 odlare. Under brukets storhetstid på 1950-talet tillverkade man socker av betor från 2 900 odlare.
År 1907 fusionerade bruket tillsammans med flertalet svenska råsockerbruk och raffinaderier till Svenska Sockerfabriks AB (SSA). Tillverkningen rationaliserades därefter, och på 1950-talet byggdes bland annat sockerbruket i Karpalund om från råsockerbruk till strösockerbruk.
Den sista kampanjen i Karpalund inleddes hösten 1989, med omkring 100 fast anställda och ett hundratal säsongsanställda. Man förädlade mellan 2 000 och 3 000 ton betor varje dag och tillverkade omkring 30 000 ton socker. Året efter lades bruket ner.

### Nedläggning och efterspel

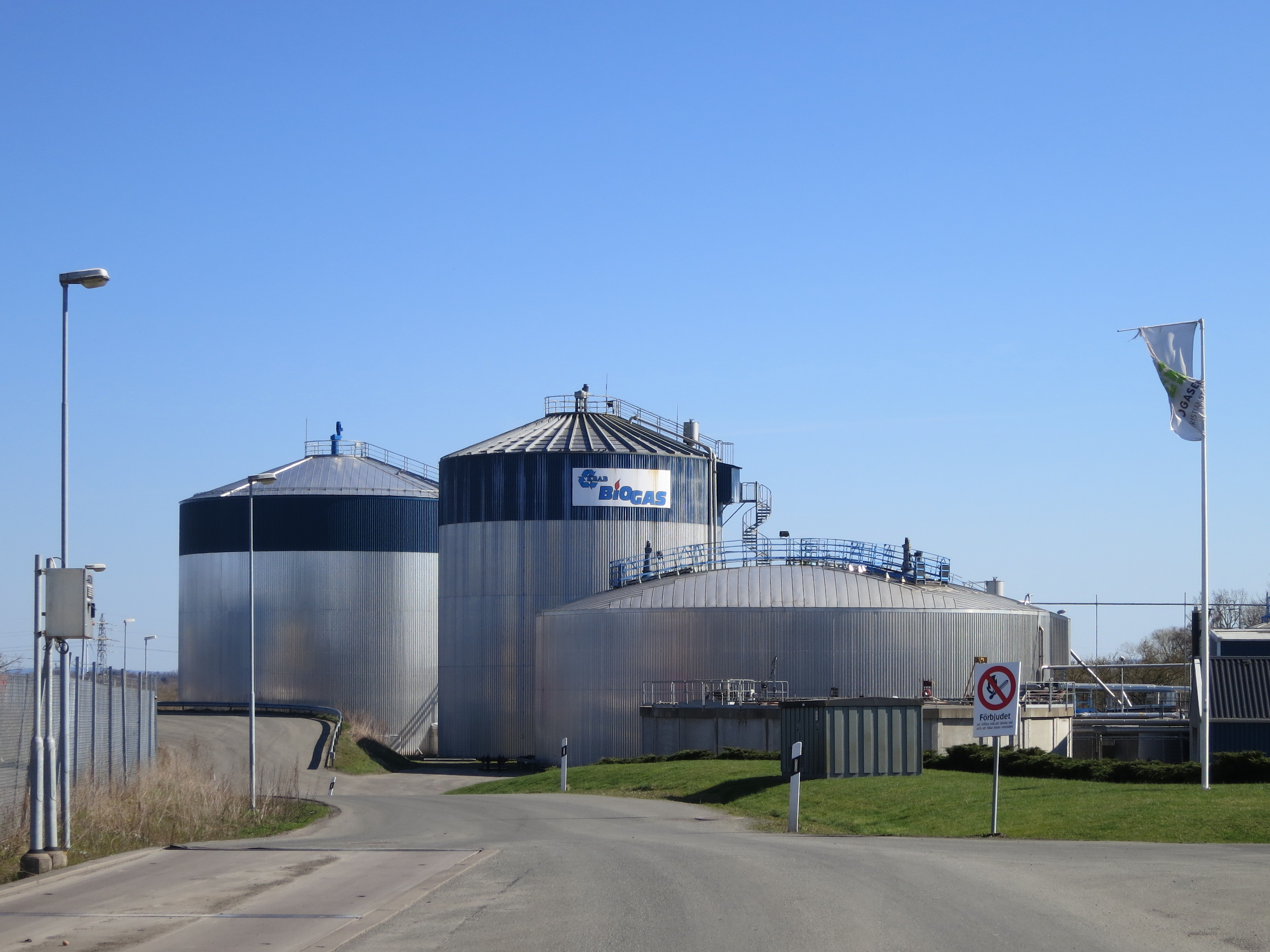
Biogasanläggningen i Karpalund.

Delstatliga Procordia sålde SSA till danska Danisco 1992, och året efter sålde de anläggningen i Karpalund till Bröderna Petterssons återvinningsfirma. Byggnaderna revs år 2001.
År 1996 övertog Kristianstads kommun delar av det nedlagda sockerbruket och startade upp en biogasanläggning. Anläggningen, som byggdes ut år 2004, omvandlar varje år organiskt avfall från industrier och hushåll till biogas. Sedan 2020 producerar anläggningen mer än 50 GWh energi.

## Karpalundsdammarna
De dammar som anlades för återanvändning av sockerbrukets tvättvatten under betkampanjerna är ett populärt område för fågelskådare, med många häckande och rastande fåglar såsom sothöna, smådopping och gråhakedopping. Igenväxning av dammarna har successivt försämrat förhållandena för vadarfåglarna, medan arter som pungmes och brun kärrhök gynnas. Änder håller till i dammarna, och tidvis ses även svarttärna och fiskgjuse.